# Bạch Dinh

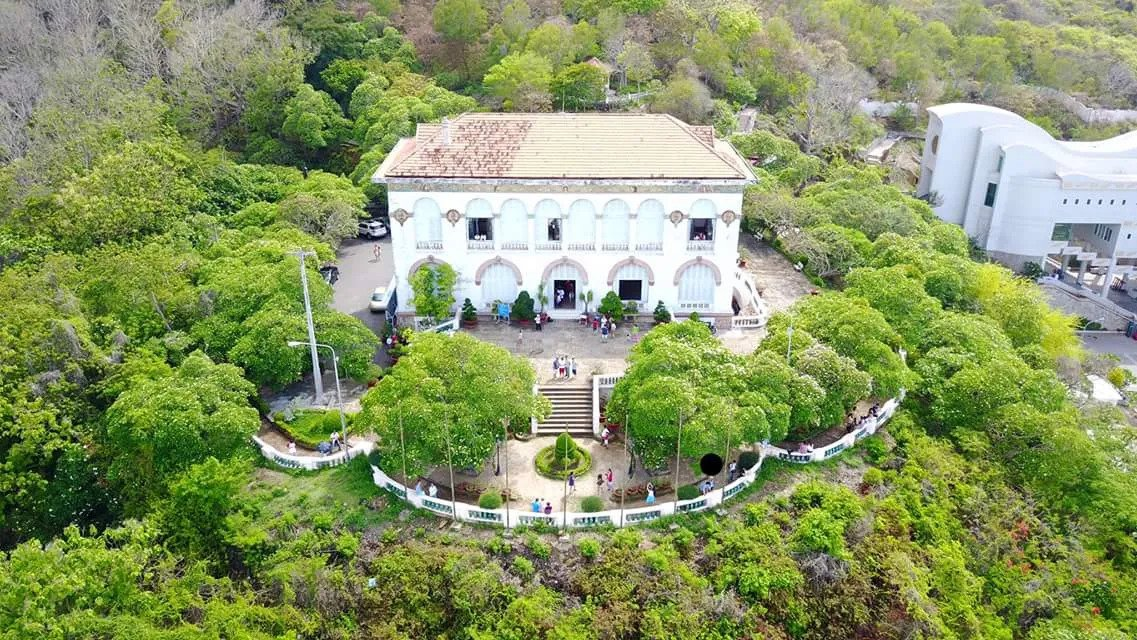
Bạch Dinh được chụp từ flycam trên cao để nhìn tổng thể. Bên cạnh là Bảo tàng Thành phố Vũng Tàu.

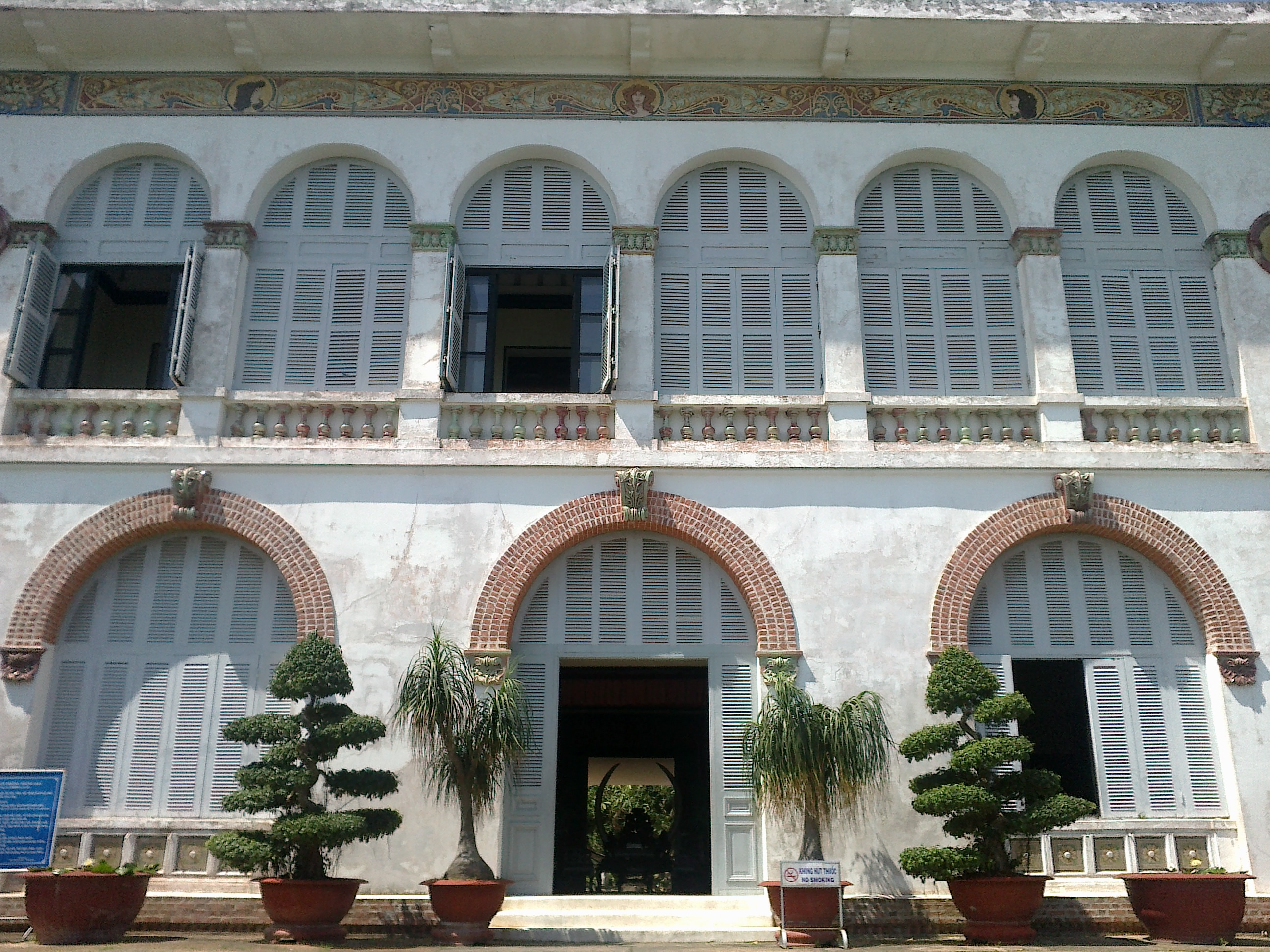
Mặt trước Bạch Dinh

Bạch Dinh (tiếng Pháp: Villa Blanche) là một dinh thự có kiến trúc châu Âu cuối thế kỷ 19, nằm bên sườn núi Lớn của thành phố Vũng Tàu. Nơi đây từng được dùng làm nơi nghỉ mát cho Toàn quyền Đông Dương, Hoàng đế Bảo Đại và các đời Tổng thống Việt Nam Cộng hòa. Nơi đây cũng là nơi chính quyền thuộc địa Pháp làm nơi giam lỏng vua Thành Thái từ ngày 12 tháng 9 năm 1907 đến năm 1916. Ngày 4 tháng 8 năm 1992, Bạch Dinh đã được Bộ Văn hóa-Thông tin công nhận là Di tích lịch sử văn hóa quốc gia.
Ngày nay, Bạch Dinh là một địa điểm tham quan của du khách khi đến Vũng Tàu.

## Lịch sử hình thành

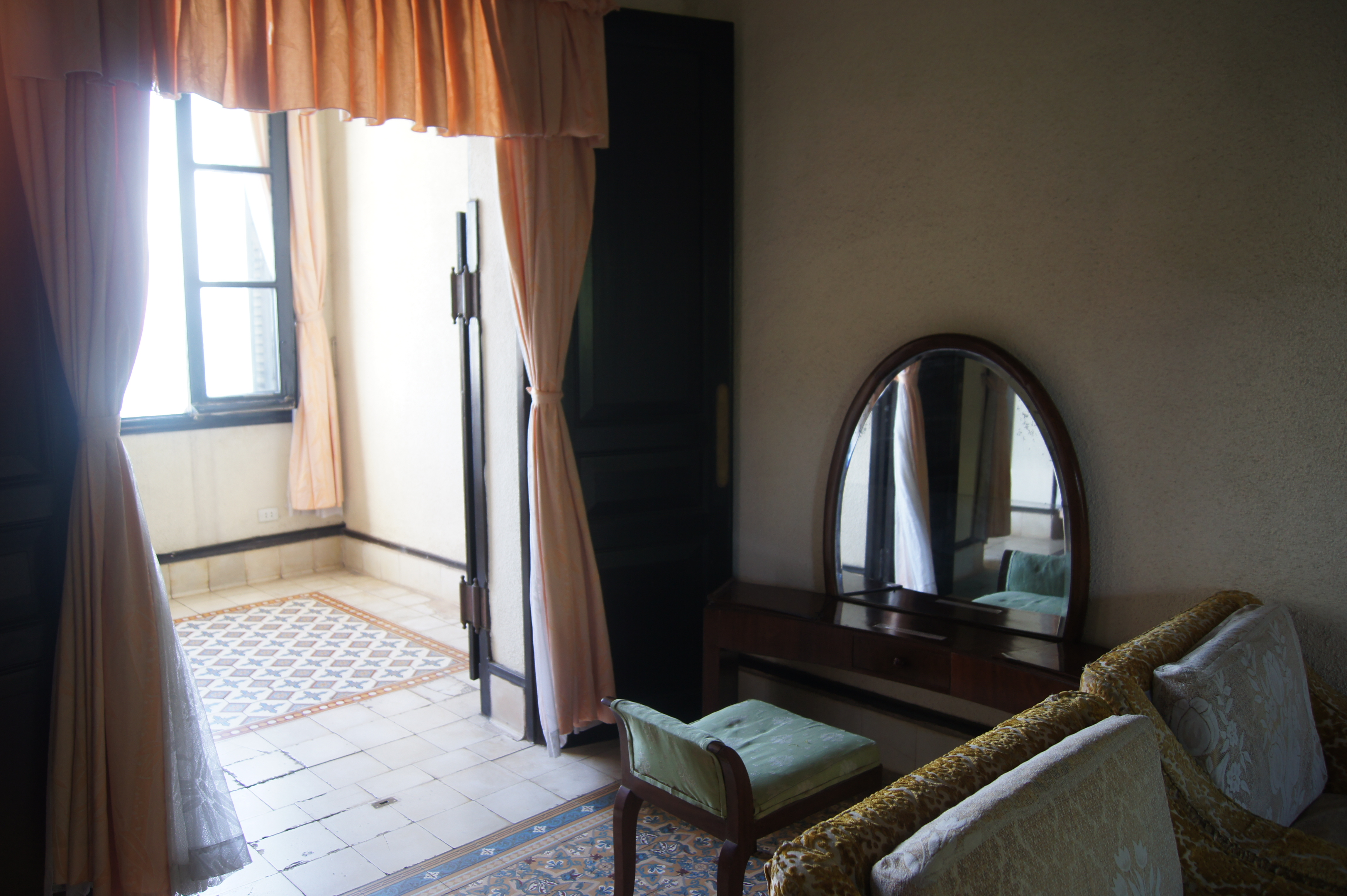
Một căn phòng có bàn trang điểm của hoàng hậu Nam Phương trong Bạch dinh

Hoàng đế Minh Mạng từng cho xây dựng Pháo đài Phước Thắng tại nơi đây để kiểm soát cửa biển Cần Giờ.
Sau khi chiếm được quyền cai trị Đông Dương, chính quyền thực dân Pháp đã cho san phẳng pháo đài để xây dựng một dinh thự dùng làm nơi nghỉ mát cho các Toàn quyền Đông Dương.
Đề án được chính Toàn quyền Paul Doumer phê chuẩn và chính ông cũng là người đặt tên cho dinh thự này là Villa Blanche, theo tên của con gái ông là bà Blanche Richel Doumer. Công trình được khởi công vào năm 1898, mãi đến năm 1902 mới hoàn thành. Do màu sơn bên ngoài cũng như tên gọi Villa Blanche nên người Việt quen gọi dinh thự này là Bạch Dinh.
Paul Doumer chưa kịp sử dụng dinh thự này thì phải về nước. Người kế nhiệm là Paul Beau có lẽ mới là người đầu tiên sử dụng nó. Tuy nhiên, đến tháng 9 năm 1907, nơi này được dùng làm nơi giam lỏng cựu hoàng Thành Thái. Ông sống tại đây trong gần 10 năm. Dân địa phương kính trọng ông, nên còn gọi Bạch Dinh là Dinh ông Thượng.
Năm 1916, cựu hoàng Thành Thái cùng con trai là cựu hoàng Duy Tân bị đưa đi đày ra đảo Réunion. Bạch Dinh được sử dụng trở lại là nơi nghỉ mát của các Toàn quyền Đông Dương. Năm 1934, Bạch Dinh được nhượng lại để làm nơi nghỉ mát cho Hoàng đế Bảo Đại và Hoàng hậu Nam Phương.
Trong những năm sau đó, dinh luôn được dùng làm nơi nghỉ mát của nguyên thủ hoặc các quan chức cao cấp của chính quyền Việt Nam Cộng hòa. Sau năm 1975, có thời gian dinh không được sử dụng vào mục đích cụ thể nào trước khi chính thức được chuyển thành một địa điểm du lịch. Ngày 4 tháng 8 năm 1992, Bạch Dinh đã được Bộ Văn hóa-Thông tin công nhận là Di tích lịch sử văn hóa quốc gia.

## Kiến trúc

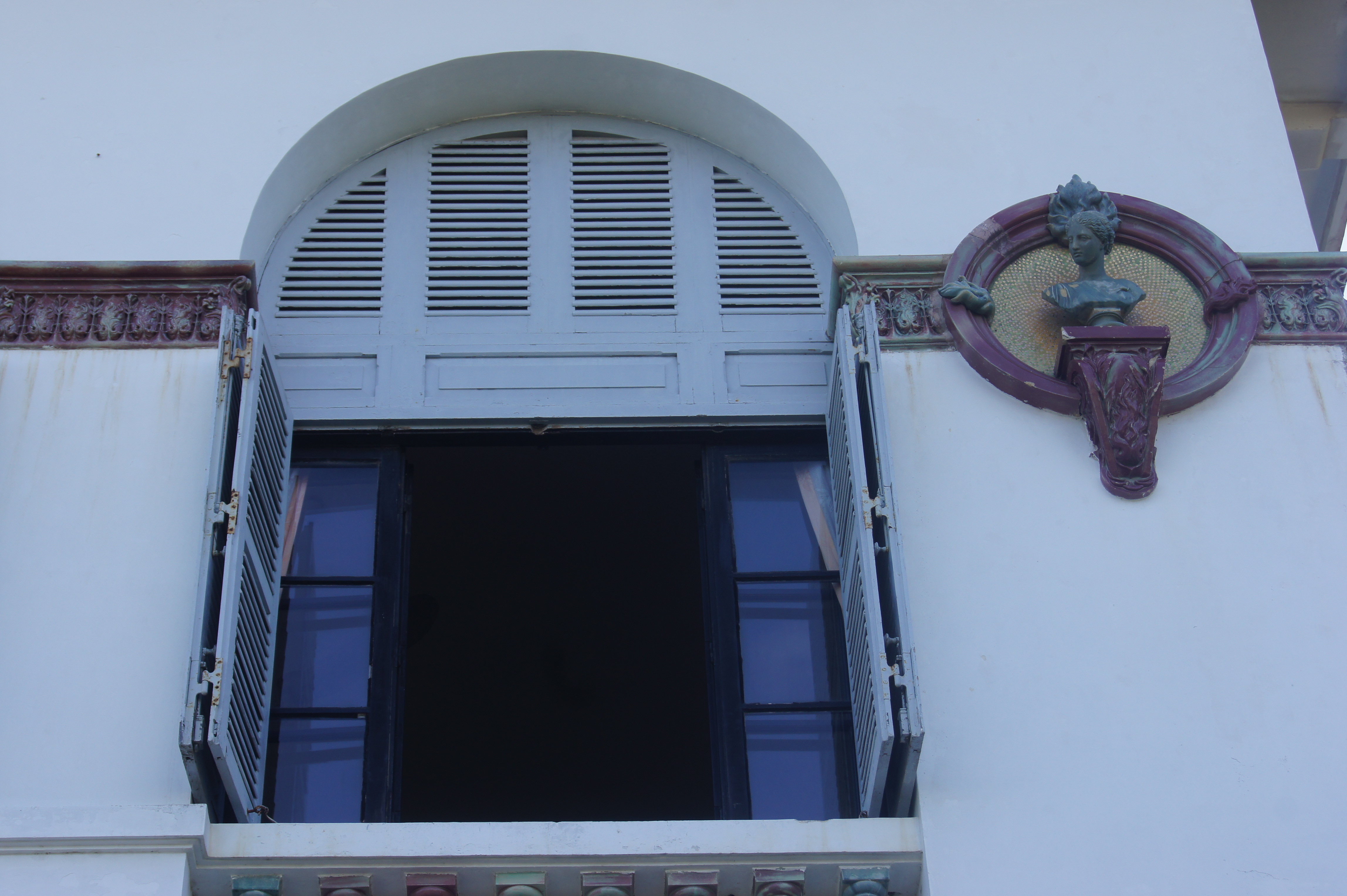
Tượng theo phong cách Hy Lạp trên mặt tiền Bạch Dinh

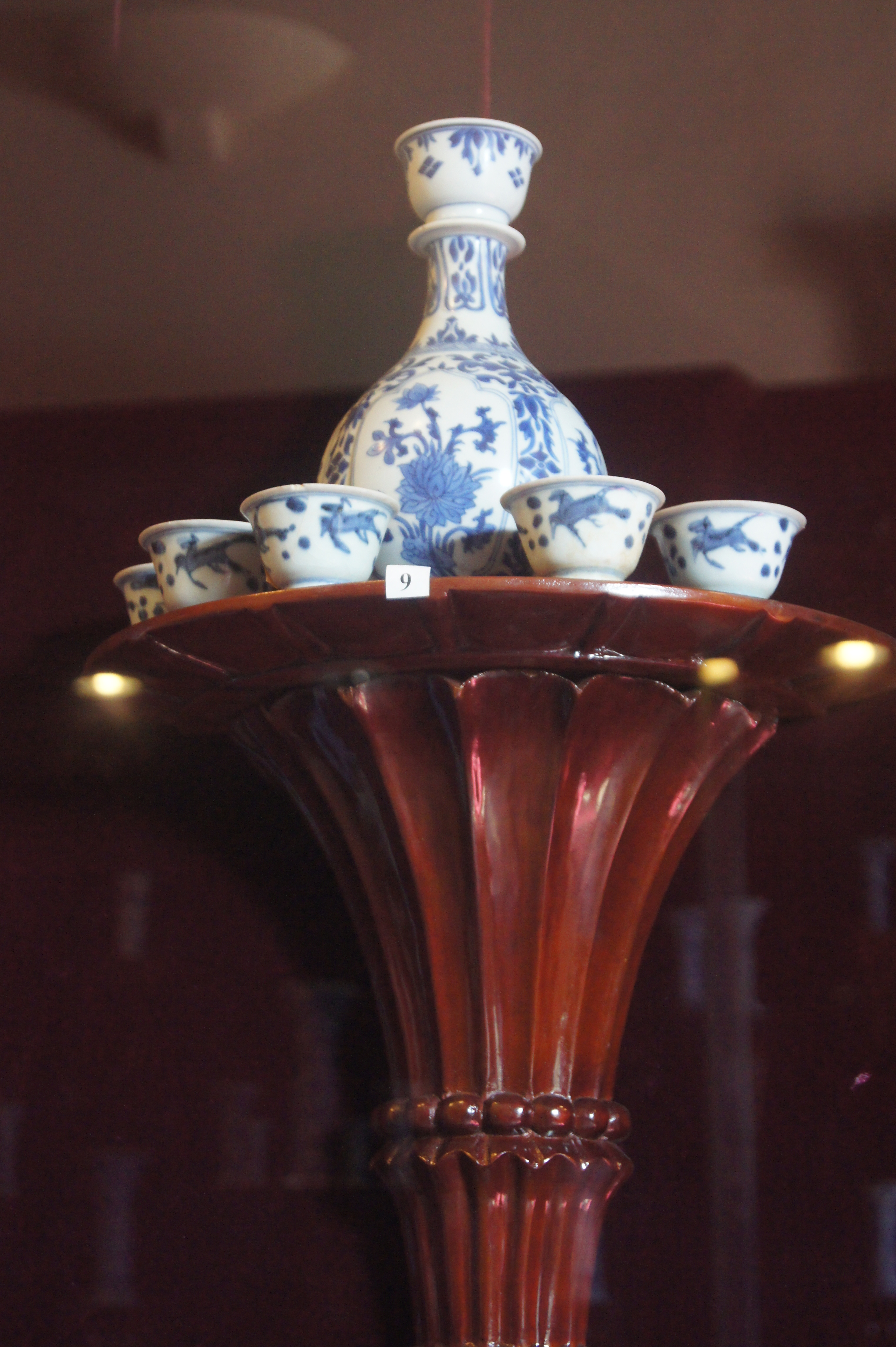
Đồ gốm

Bạch Dinh nằm ở phía nam núi Lớn, nằm ở vị trí cao 27m so với mực nước biển. Bạch 
Dinh có kiến trúc châu Âu cuối thế kỷ 19, nhìn ra Bãi Trước, xung quanh là một khu rừng nhỏ với nhiều loại cây, đặc biệt là cây sứ.
Có hai lối lên Bạch Dinh. Một đường uốn quanh chạy dưới rừng cây giá tỵ, dành cho xe hơi lên tới tiền sảnh. Một đường đi bộ qua 146 bậc tam cấp cổ xưa, kín đáo nằm giữa hai hàng sứ cao niên. Bạch Dinh cao 19m, có ba tầng, mang đậm sắc thái kiến trúc của Pháp thời cuối thế kỷ 19. Tầng hầm dùng cho việc nấu nướng. Tầng trệt dùng làm khánh tiết. Tại đây còn bài trí những hiện vật cổ xưa dùng để trang trí nội thất như: Song bình Bách điểu chầu phụng, bộ tràng kỷ Hoàng Gia ghi niên đại Khải Định năm 1921, cặp ngà voi châu Phi dài 158 cm, bộ tam đa ngũ thái Phúc - Lộc - Thọ. Tầng lầu thoáng đạt dành cho việc nghỉ ngơi. Dạo quanh Bạch Dinh, du khách không khỏi ngạc nhiên về 8 bức tượng đá bán thân gắn trên một đường thẳng bao quanh ba mặt tường chính của tòa nhà. Hầu hết tượng đều mang phong cách của nghệ thuật Hy Lạp cổ đại. Lúc bình minh hay khi chiều xế bóng, những bức tượng ký họa chân dung đối xứng trên nền chim công lấp lánh, trông thật tráng lệ.
Hiện nay, Bạch Dinh được dùng làm nhà bảo tàng, trưng bày các chuyên đề như: đồ gốm thời Khang Hy vớt được từ xác tàu cổ đắm tại khu vực Hòn Cau - Côn Đảo, súng thần công cùng nhiều hiện vật có giá trị khác được tìm thấy qua các đợt khai quật khảo cổ ở Bà Rịa - Vũng Tàu… đến Bạch Dinh, du khách có thể tận hưởng không khí trong lành của biển, vẻ đẹp kiều diễm của Bạch Dinh hòa lẫn trong thiên nhiên cây cỏ, và được tận mắt thưởng ngoạn những cổ vật tiêu biểu, quý hiếm.

## Hình ảnh

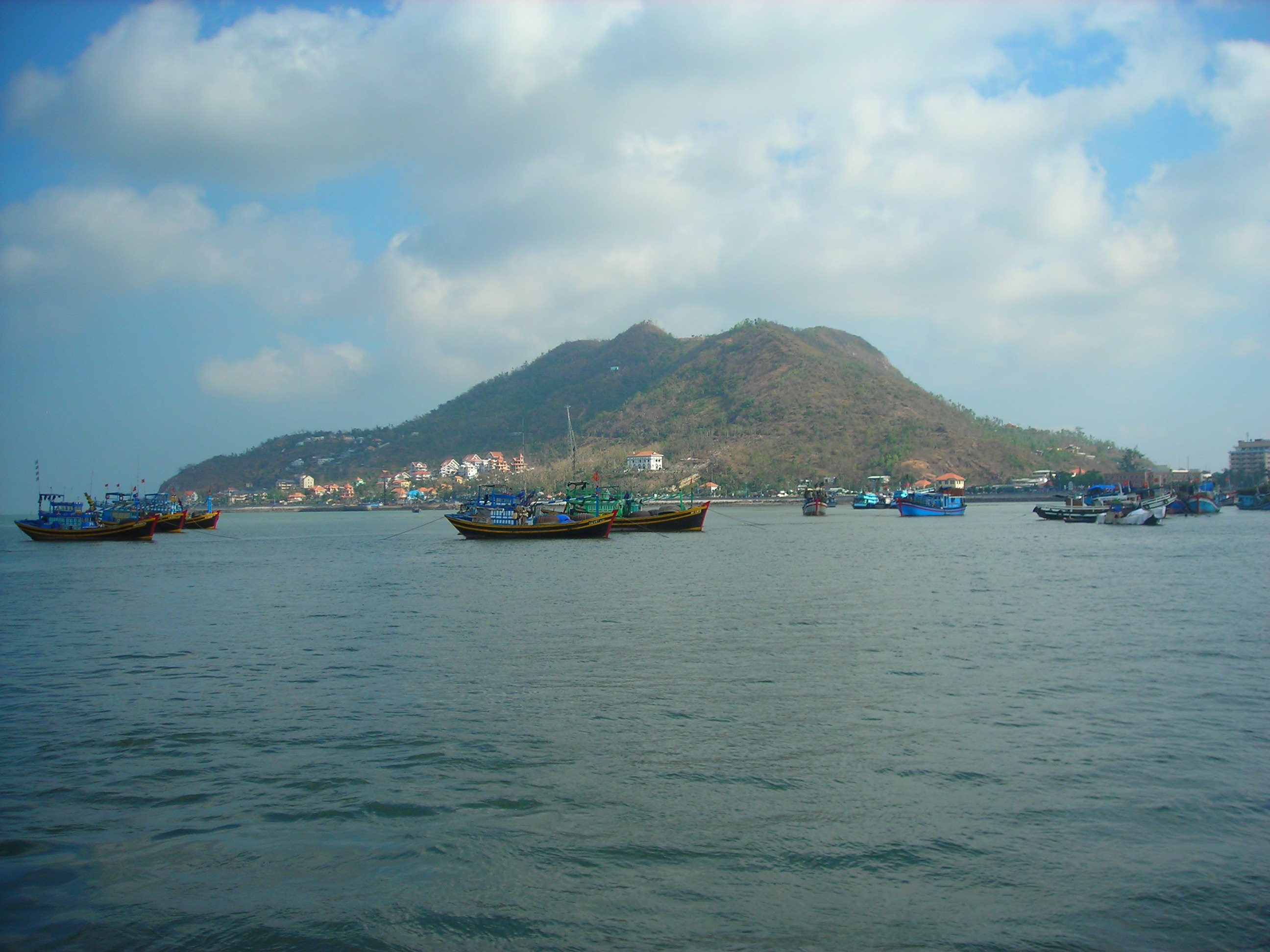
Núi Lớn với Bạch Dinh nằm ở giữa bức ảnh.
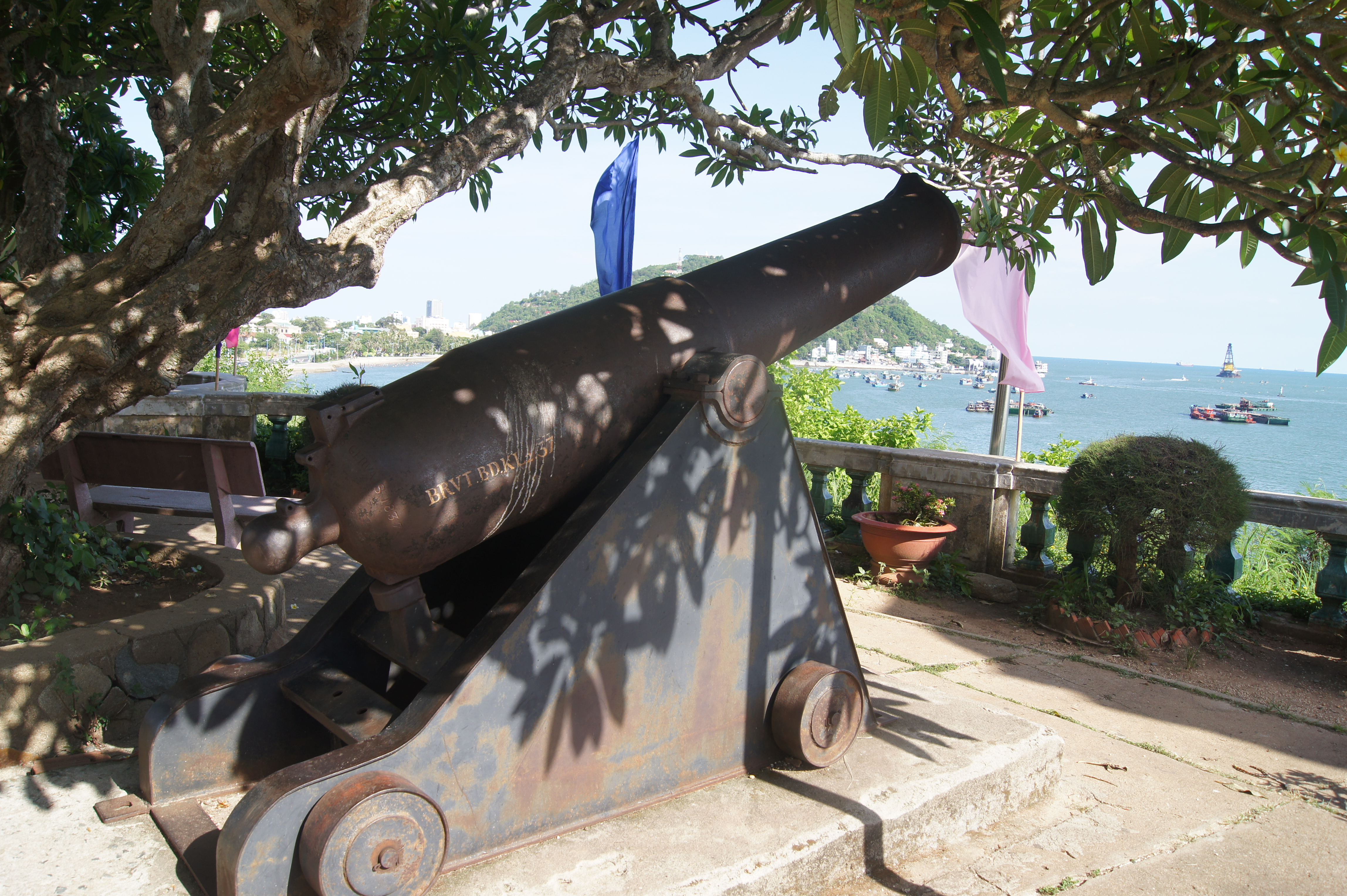
Súng thần công trưng bày trước Bạch Dinh.
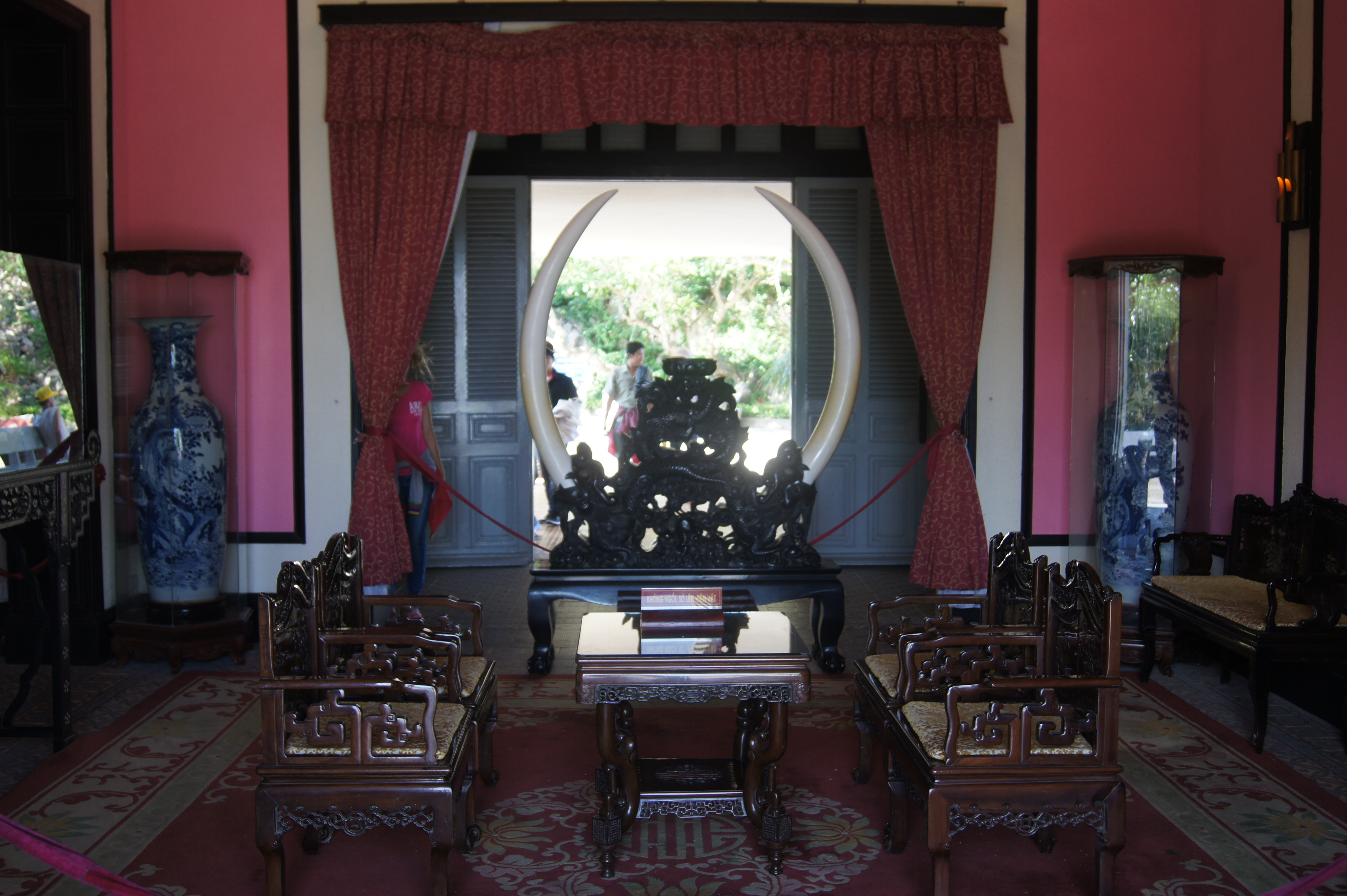
Phòng trưng bày cặp ngà voi châu Phi.
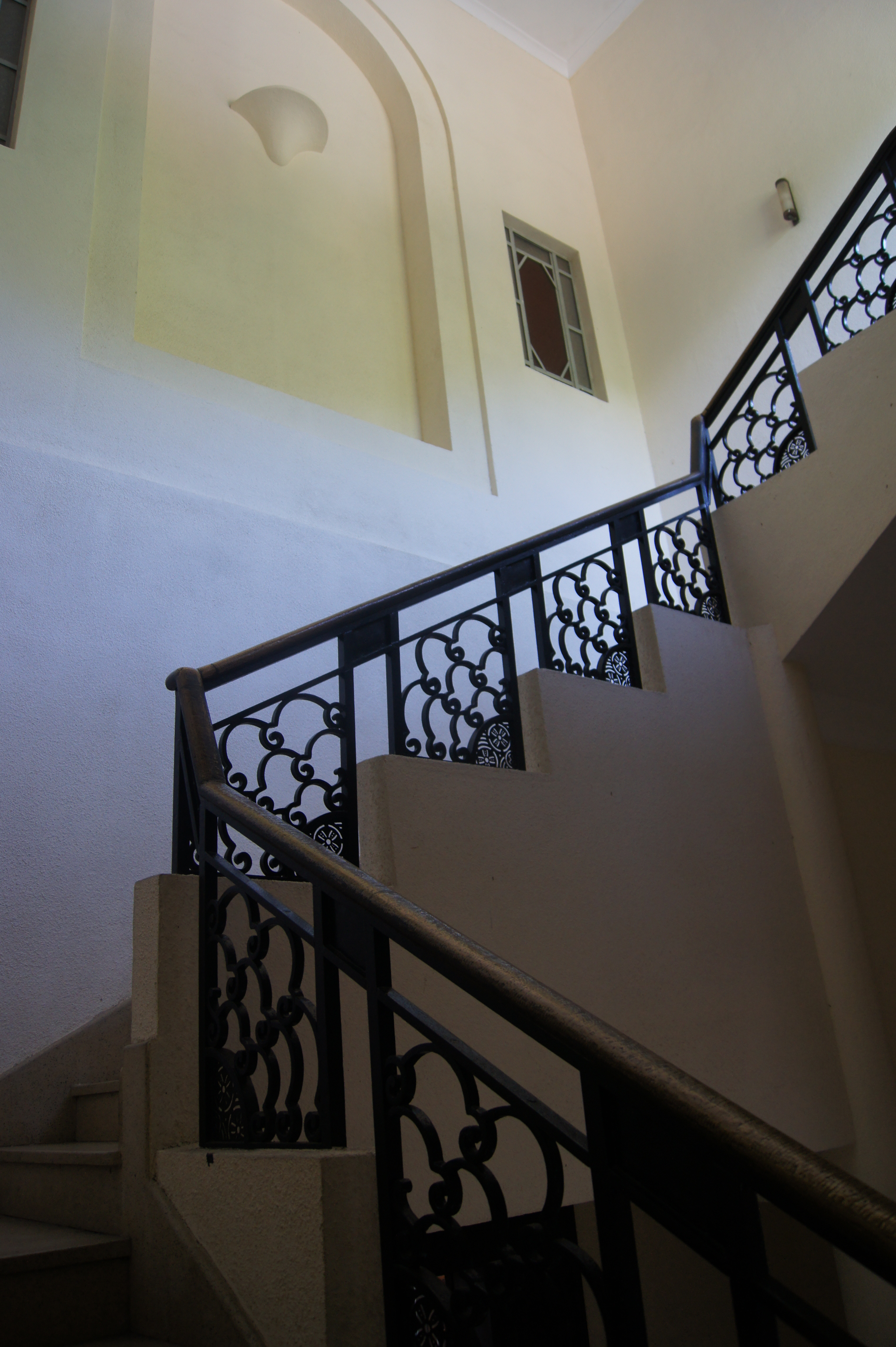
Cầu thang với những họa tiết cầu kỳ.
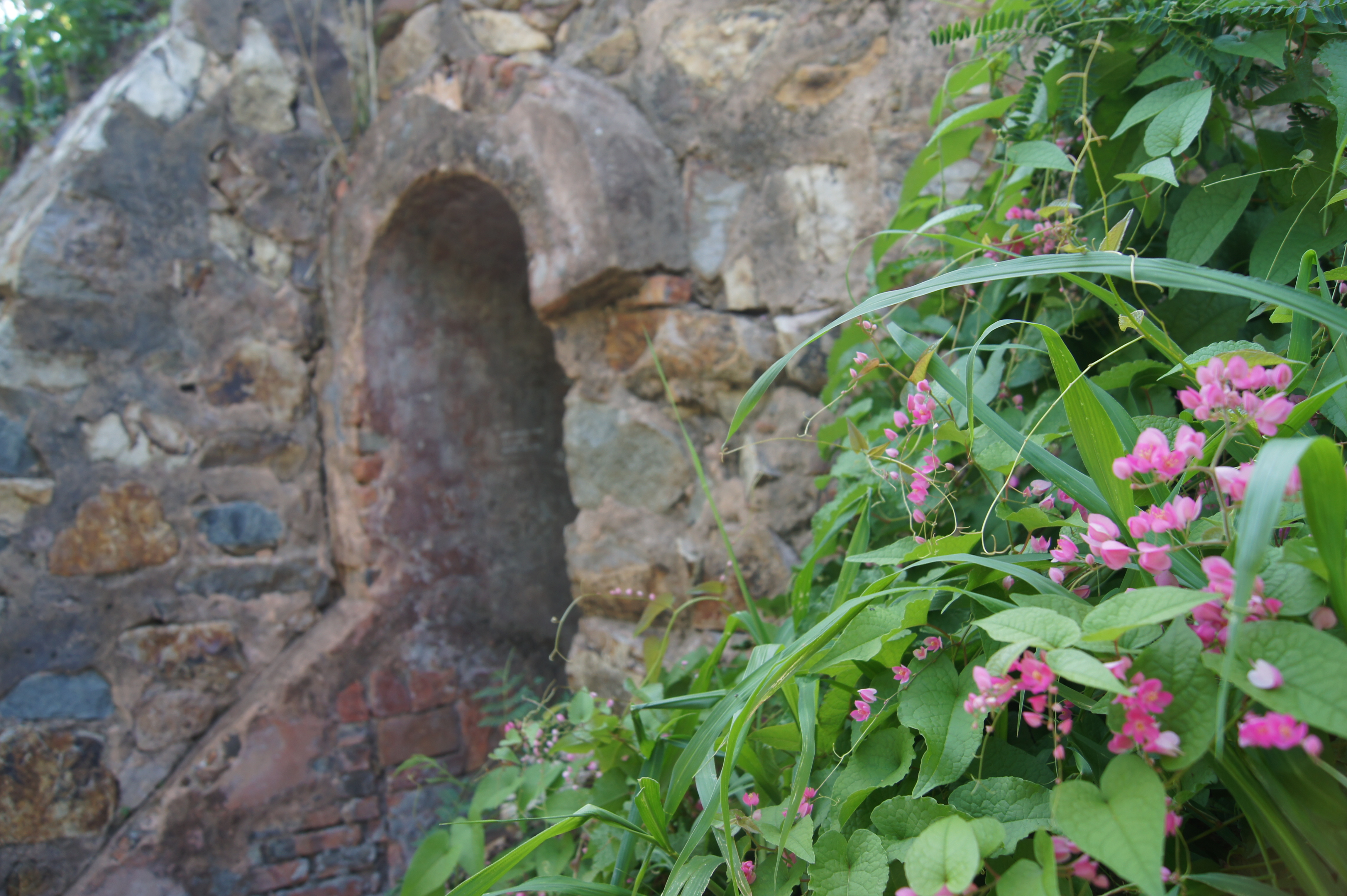
Đường hầm phía sau Bạch Dinh.